# Aiboland

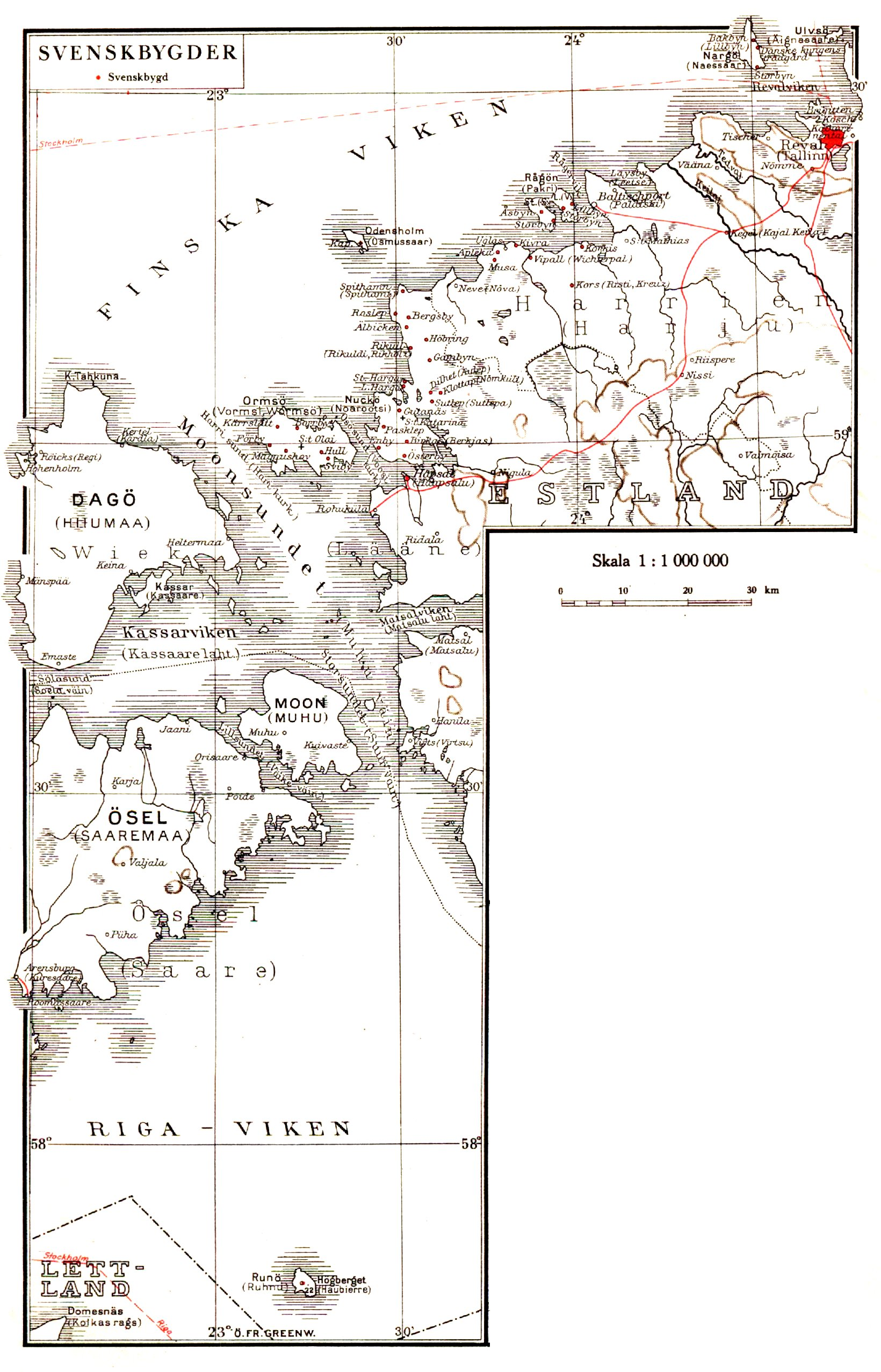
Karte Aibolands von 1930, rot markiert sind die Siedlungen mit traditionell schwedischsprachiger Bevölkerung

Aiboland ist die estlandschwedische Bezeichnung für das ehemalige schwedische Siedlungsgebiet in Estland. Das Gebiet wird ebenfalls Schwedischestland genannt. Die Bevölkerung wird auch als Estlandschweden (schwedisch estlandssvenskar, estnisch rannarootslased) umgangssprachlich Eibofolke oder Aibofolke bezeichnet.

## Geografie
Zu Aiboland werden unter anderem die Moonsund-Inseln Dagö (Hiiumaa), Moon (Muhu), Ormsö (Vormsi), Runö (Ruhnu) und Ösel (Saaremaa) sowie Nargö (Naissaar), Odensholm (Osmussaar), Klein und Groß Rågö (Pakri-Inseln) gezählt. Auf dem Festland gehört dazu das Gebiet rund um Hapsal an der estnischen Nordküste, unter anderem Nuckö (Noarootsi).

## Geschichte
1939 zwang die Sowjetunion Estland, einen Vertrag zu unterzeichnen, um Militärbasen aufzubauen. Viele der Inseln, auf denen Estlandschweden siedelten, wurden konfisziert, Basen wurden gebaut, die indigene Bevölkerung wurde gezwungen, ihre Häuser zu verlassen. Ein Jahr später wurde Estland von der Sowjetunion annektiert. Estlandschweden wurden unter sowjetischer Besatzung zum Militärdienst in der Roten Armee herangezogen, während der deutschen Besatzungszeit zur Wehrmacht. Die meisten Estlandschweden wurden im Sommer 1944 vor der erneut anrückenden Roten Armee nach Schweden umgesiedelt oder flohen dorthin.
Heute reorganisieren sich kleine Gruppe von Estlandschweden und stellen ihre Kultur wieder her, indem sie die schwedische Sprache und Kultur studieren. Sie werden dabei vom estnischen Schwedischen Rat angeführt, der von der estnischen Regierung unterstützt wird. Im Jahr 2000 gab es etwa 300 Schweden in Estland. Die estlandschwedischen Dialekte sind nahezu ausgestorben.
1782 gründeten Estlandschweden in der heutigen Südukraine die Siedlung Gammalsvenskby – Werbiwka – Staroschwedske (deutsch Altschwedendorf). Dort leben auch heute noch Einwohner estlandschwedischer Herkunft.